# Liste von Fischereimuseen
Ein Fischereimuseum präsentiert Exponate aus der Geschichte der Fischerei.

## Auswahl

### Fischerei allgemein
an deutschsprachigen Standorten
- Deutsches Jagd- und Fischereimuseum, München
- Windstärke 10 – Wrack- und Fischereimuseum Cuxhaven
- Fischereimuseum in Flensburg
- Leipziger Fischwelt, Leipzig
- Jagd- und Fischereimuseum auf Schloss Wolfstein, Freyung
- Fischereimuseum in Neustadt in Holstein
- Museum für Meereskunde und Fischerei, Stralsund
- Oberpfälzer Fischereimuseum, Tirschenreuth
- 1. Kärntner Fischereimuseum, Oberkärnten, Österreich
- Bodensee Seemuseum (Kreuzlingen), Kreuzlingen, Schweiz
- Südtiroler Landesmuseum für Jagd und Fischerei auf Schloss Wolfsthurn, Südtirol

Bangladesh
- Fish Museum & Biodiversity Centre, Mymensingh

Fischereimuseen in den Niederlanden
- Fischereimuseum Breskens, Breskens, Niederlande
- Zuiderzeemuseum, Niederlande

Fischereimuseen in Nordeuropa
- Dänisches Fischereimuseum, Grenaa
- Fischereimuseum Hönö, Hönö, Schweden
- Fischereimuseum Ålesund, Ålesund, Norwegen
- Fischereimuseum Måløy, Måløy, Norwegen
- Fischereimuseum Ísafjörður, Ísafjörður, Island

Japan
- Toba Sea-Folk Museum

Fischereimuseen in Tschechien
- Schloss Ohrada, Tschechien

### Walfang
- Butler Point Whaling Museum, Neuseeland
- Cold Spring Harbor Walfangmuseum, Suffolk County, New York
- Sag-Harbor-Walfangmuseum, Long Island, New York
- New Bedford Whaling Museum, New Bedford (Massachusetts)
- Commander Christen Christensens Walfangmuseum, Sandefjord, Norwegen,
- Südgeorgien-Museum, Grytviken, britisches Überseeterritorium Südgeorgien und die Südlichen Sandwichinseln

## Weblink
- Fischereimuseen in Deutschland